# Kuřinka
Kuřinka (Spergularia) je rod převážně nízkých rostlin rostoucích na osluněných sušších místech, část z nich je slanomilná. V čeledi hvozdíkovitých je tento rod řazen do podčeledě Polycarpoideae, případně do tribu Polycarpaeae.

## Výskyt
Rostliny rodu kuřinka vyrůstají na severní i jižní polokouli v mírném a subtropickém pásu. Je rozlišováno 60 až 70 druhů, nejvyšší počet se vyskytuje ve Střední a Jižní Americe. V Evropě je rozpoznáno 17 druhů, z toho v České republice čtyři.

## Popis
Jsou to jednoleté až vytrvalé rostliny které bývají buď celé nebo alespoň částečně porostlé žláznatými chlupy. Jejích lodyhy jsou zpravidla plazivé, poléhavé či méně často vzpřímené, v uzlinách jsou mnohdy ztlustlé. Přisedlé dužnaté listy vyrůstající na lodyhách vstřícně jsou čárkovitého nebo šídlovitého tvaru a bývají převážně zakončeny hrotem. V paždích listů vyrůstají postranní svazečky dalších listů. Z uzlin společně s listy rostou dva suchomázdřité kopinaté až trojúhelníkovité palisty které jsou vytrvalé nebo opadavé.
Pravidelné pětičetné nebo zřídka trojčetné květy jsou oboupohlavné nebo méně často funkčně jen samčí nebo samičí. Vyrůstají na stopkách z paždí listů nebo na koncích lodyh a to jednotlivě nebo vytvářejí klasický neb jednostranný vidlan. Okvětí je tvořeno výrazným kalichem i korunou. Částečně srostlé zelené lístky kalichu jsou úzce suchomázdřité, kopinaté nebo vejčité, špičaté či tupé. Bílé až fialové lístky koruny jsou na vrcholech zaoblené. Gyneceum je vytvořeno 3 (ojediněle 5) plodolisty, ze svrchního semeníku vyrůstá 3 (ojediněle 5) čnělek s 3 (ojediněle 5) laločnými bliznami. V květu dále bývá jedna až deset tyčinek, s podélně pukajícími prašníky, vyrůstající v jednom nebo dvou přeslenech. U některých druhů dochází převážně k samoopylení. Druhy cizosprašné mají květy více lákající opylující hmyz, jsou větší, pestřejší a mají více pylu a nektaru.
Plod je vejcovitá tobolka 3 až 7 mm dlouhá která se otvírá třemi chlopněmi. Semena (30 až 150 ks) jsou barvy světlé, hnědé i černé, tvaru kulatého nebo hruškovitého. Osemení mají hladké, svrasčelé nebo bradavčité, některá semena mají blanitý lem.